# Colibrí d'Anna
El colibrí d'Anna (Calypte anna) és una espècie d'ocell de la família dels colibrís que es distribueix per bona part de la costa oest d'Amèrica del Nord, del nord de Mèxic al sud del Canadà. Habita en zones boscoses obertes i de matoll, encara que s'ha adaptat als jardins urbans.

## Descripció
Mesura entre 9 i 10 cm i pesa uns 4-4,5 grams. Té el dors de color bronze i verd, un pit emplom pàl·lid i flancs verds. El seu bec és llarg, recte i prim. És l'única espècie d'Amèrica del Nord amb una corona vermella.